# Lovahî, Rojneativ
Lovahî (în ucraineană Ловаги) este un sat în comuna Nebîliv din raionul Rojneativ, regiunea Ivano-Frankivsk, Ucraina.

## Demografie
Componența lingvistică a localității Lovahî
     Ucraineană (100%)
Conform recensământului din 2001, toată populația localității Lovahî era vorbitoare de ucraineană (100%).